# Portada/article setembre 19

## Ambondro mahabo
Ambondro mahabo és una espècie de mamífer que visqué durant el Juràssic mitjà (fa uns 167 milions d'anys) en el que avui en dia és Madagascar. És l'única espècie del gènere Ambondro i és conegut a partir d'un maxil·lar inferior fragmentari dotat de tres dents, que han estat interpretades com l'última premolar i les dues primeres molars. La premolar consisteix en una cúspide central amb una o dues cúspides més petites i un cíngol a la vora interior (lingual) de la dent. Consisteixen en dos grups de cúspides: un trigònid de tres cúspides al davant i un talònid amb una cúspide principal, una de més petita i una cresta al darrere. Les característiques del talònid suggereixen que A. mahabo tenia molars tribosfèniques, és a dir, amb la configuració bàsica que presenten els mamífers metateris i euteris. És el mamífer més antic conegut que té dents presumptament tribosfèniques, amb 25 milions d'anys més que l'anterior mamífer més antic conegut amb aquest tipus de dents.